# Lowick (Northumberland)
Lowick è un paese della contea del Northumberland, in Inghilterra.